# Antony Madigan
Antony Morgan „Tony” Madigan (ur. 4 lutego 1930 w Sydney, zm. 29 października 2017 w Londynie) – australijski bokser, wagi półciężkiej i ciężkiej, rugbysta, medalista olimpijski w boksie.
Brał udział w boksie na Igrzyskach Olimpijskich 1952, 1956 i 1960 roku i zajął dwukrotnie piąte i trzecie miejsce. W 1960 roku przegrał w półfinale z Muhammadem Ali.
Zdobył także medale na trzech Igrzyskach Wspólnoty Narodów w wadze ciężkiej – srebrny w 1954 oraz dwa złote w 1958 i 1962 r.